# Distretto urbano di Arusha
Il distretto urbano di Arusha è uno dei distretti in cui è amministrativamente suddivisa la regione di Arusha in Tanzania.

## Suddivisione amministrativa
Il distretto è diviso nelle seguenti circoscrizioni (wards), tra parentesi gli abitanti (censimento 2022):
1. Baraa (18 331)
2. Daraja II (16 555)
3. Elerai (19 502)
4. Engutoto (12 759)
5. Kaloleni (7 425)
6. Kati (2 547)
7. Kimandolu (28 760)
8. Lemara (26 884)
9. Levolosi (6 317)
10. Moivaro (12 215)
11. Moshono (26 890)
12. Muriet (60 209)
13. Ngarenaro (8 812)
14. Olasiti (53 557)
15. Olmoti (14 132)
16. Oloirien (22 926)
17. Osunyai Jr (29 507)
18. Sakina (19 172)
19. Sekei (7 707)
20. Sinoni (58 542)
21. Sokoni I (93 037)
22. Sombetini (28 111)
23. Terrat (20 524)
24. Themi (9 204)
25. Unga Ltd (14 006)